# Дудник Тамара Семенівна
Тамара Семенівна Дудник (нар. 5 жовтня 1935, село Борщі, тепер Подільського району Одеської області) — українська радянська діячка, прядильниця Одеської джутової фабрики Одеської області. Герой Соціалістичної Праці (5.04.1971). Депутат Верховної Ради СРСР 7—10-го скликань (у 1966—1984 роках).

## Біографія
Народилася в селянській родині. Освіта неповна середня. Закінчила восьмирічну школу в селі Борщі Котовського району Одеської області. У 1952 році закінчила школу фабрично-заводського навчання при Одеській джутовій фабриці.
У 1952—1971 роках — прядильниця Одеської джутової фабрики Міністерства легкої промисловості УРСР. Очолювала комсомольсько-молодіжну бригаду прядильниць. Перевиконувала виробничі плани, працювала на 200 веретенах замість 100, передбачених за нормою. З 1971 року — помічник майстра прядильного цеху Одеської джутової фабрики (з 1975 року — Одеської фабрики технічних тканин).
Обиралася членом ЦК профспілки працівників текстильної і легкої промисловості СРСР.
Потім — на пенсії в місті Одесі.

## Нагороди
- Герой Соціалістичної Праці (5.04.1971)
- орден Леніна (5.04.1971)
- орден Трудового Червоного Прапора (9.06.1966)
- медаль «За доблесну працю. На ознаменування 100-річчя В.І. Леніна»
- звання «Кращий працівник легкої промисловості СРСР»